# Noachis Terra

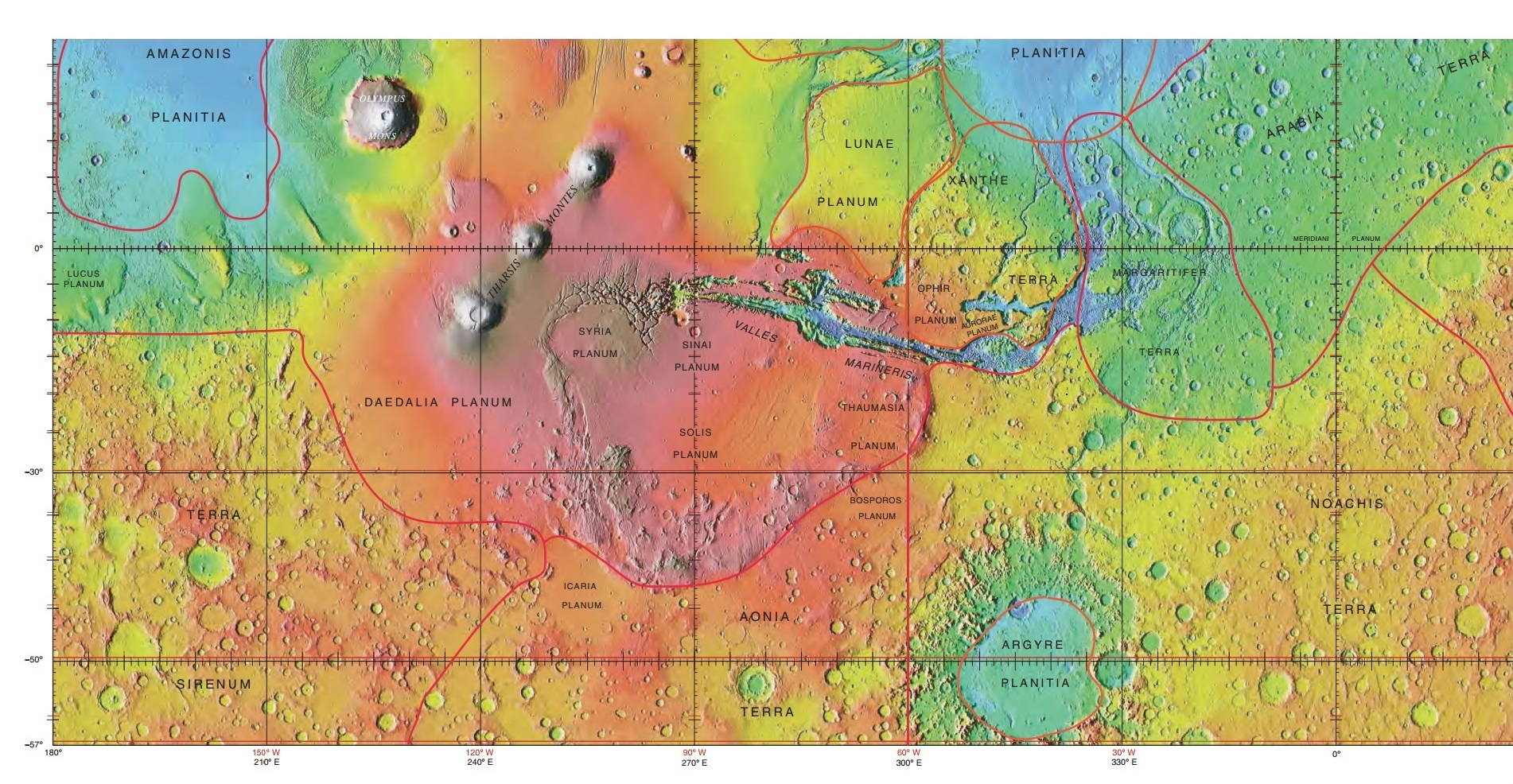
De locatie van Noachis Terra (rechtsonder)

Noachis Terra ( "Land van Noach") is een uitgestrekt continent (terra) op het zuidelijk halfrond van de planeet Mars. Het ligt tussen de breedtegraden −20° en −80° en lengtegraden 30° westerlengte en 30° oosterlengte.
De tijdsaanduiding "Noachisch tijdperk" is ontleend aan dit gebied, dat 4,5 - 3,5 miljard jaar geleden ontstaan lijkt te zijn. Noachis Terra vertoont sporen van veel vulkanische activiteit, erosie, meren en mogelijk oceanen. Het bombardement van meteorieten vanuit de ruimte dat tot inslagkraters leidde, nam af.